# Елвенген
Елвенген (на шведски: Älvängen) е град в югозападната част на Швеция, лен Вестра Йоталанд, община Але. Разположен е на десния бряг на река Йота елв. Намира се на около 400 km на югозапад от столицата Стокхолм и на около 30 km на североизток от центъра на лена Гьотеборг. Има жп гара. Населението на града е 4984 жители, по приблизителна оценка от декември 2017 г.